# وروار قرفي الصدر
وروار قرفي الصدر (الاسم العلمي: Merops oreobates) هو نوع من الطيور يتبع جنس الوروار من فصيلة الوروارية.